# 神吉晴夫
神吉 晴夫（かんき はるお、1901年（明治34年）2月15日 - 1977年（昭和52年）1月24日）は、日本の編集者、出版事業家。カッパ・ブックスの創始者。光文社二代目社長。かんき出版創業者。「戦後最大の出版プロデューサー」と呼ばれる。

## 人物
兵庫県加古川市西神吉町出身。1922年、東京外国語学校仏語部貿易科卒業。1927年、東京帝国大学文学部仏文科を中退し、講談社に入社。自ら8か国語に堪能と称し、野間清治社長から破格の給与で遇された。キングレコード時代は童謡プロデューサーとして「かもめの水兵さん」「赤い帽子白い帽子」「ふたァつ、ふたァつ、何でしょね」などのヒット曲を飛ばす。
1945年10月光文社創立に参加し、編集局長となり、1965～1970年社長を務めた。1970～1976年サンケイ新聞出版局顧問、1977年かんき出版を設立。1955年日本ジャーナリスト会議副議長。
著者の原稿を一字一句そのまま出版することが当たり前だった時代において、著者と出版社との共同作業による本作りを実行し、戦後最大の出版プロデューサーと呼ばれた。南博『社会心理学 社会行動の基礎理論』（1949年）、波多野勤子『少年期』（1950年）などをベストセラーとして刊行。
光文社常務だった1954年（昭和29年）、伊藤整『文学入門』と中村武志『サラリーマン目白三平』を皮切りとして、軽装新書版による書き下ろしの「カッパ・ブックス」シリーズを創始。つづいて「カッパ・ノベルズ」「カッパ・ビジネス」のシリーズを世に送り出す。
初代社長茂木茂（もてぎ しげる）の死後、光文社第2代社長に就任。『女性自身』の部数を147万部にまで伸ばし、1960年代後半には光文社から女性自身社を独立させる構想も持ち上がったが、実現できぬまま70年安保闘争の影響で労働組合からの批判が噴出し、役員たちと共に社長を辞任。この後かんき出版を創業したが、まもなく死去した。墓所は八柱霊園。

## 著書
- 『三光 日本人の中国における戦争犯罪の告白』編　光文社カッパ・ブックス　1957
- 『台風の子 伊勢湾周辺の記録』編　光文社カッパ・ブックス　1960
- 『現場に不満の火を燃やせ ビジネスマン入門』オリオン社　1963
- 『俺は現役だ カッパ大将発言集』オリオン社　1964
  - 『俺は現役だ』土曜社　2020
- 『カッパ兵法 人間は一回しか生きない』華書房・ハナ・ブックス　1966
  - 『編集者、それはペンを持たない作家である』実業之日本社　2022
- 『カッパ軍団をひきいて 魅力を売りつづけた男たちのドラマ』学陽書房　1976

## 参考
- 鈴木徹造『出版人物事典』出版ニュース社、1996

## 関連人物
- 岩瀬順三
- 八柱霊園に眠る著名人